# Svärfamilj
Med svärfamilj avses vanligen någons makes eller makas föräldrar och syskon.

## Svärföräldrar
Svärföräldrar är någons makes eller makas föräldrar. De kallas svärfar och svärmor. 
Svärmödrar brukar i film och litteratur, särskilt i serier och skämtteckningar, framställas som osympatiska. Relationen till svärmor tillhör de återkommande släktskapsrelationerna i skämthistorier och nidvisor. Orsaken är sannolikt att relationen i sig rymmer en potentiell generationskonflikt och i viss mån en intressemotsättning.[förklaring behövs] Två kända svärmödrar av den osympatiska typen är seriefiguren Kronbloms svärmor Agata Abelsson och Enos Porks lika osympatiska svärmor Mamma Packer i den tecknade serien Ernie.

## Svärdöttrar och svärsöner
Svärdotter är makan till en persons barn. För makan till en persons son används även benämningen sonhustru. 
Svärson eller måg är maken till en persons barn. Mågämne är en skämtsam och dialektal benämning på en, ofta tonårig, avkomlings (möjliga) pojkvän, friare eller fästman. Förr betydde måg manlig släkting genom ingifte, och kunde således även beteckna svärfar (hustrus far) eller svåger (systers make).

## Svåger och svägerska
Svåger är en persons makes eller makas bror eller en persons syskons make. 
Svägerska är en persons makes eller makas syster eller en persons syskons maka.

## Indirekt svågerskap
I standardsvenskan saknas särskilda ord för så kallat indirekt svågerskap, alltså ord för släktskapet mellan personer som genom barnens äktenskap blivit släkt med varandra. I några svenska dialekter kan man dock hitta tilltalsord som mamma (eller pappa) och svärmor (eller svärfar) kan använda när de vill prata om eller med varandra.
I Lappland används latjo- eller latje- som förled i sammansättningar som latjofolk, latjofar, latjomor, latjogubbe, latjogumma respektive latjefolk, latjefar och så vidare. Förleden är lån från samiska, närmare bestämt sydsamiska laatjoe eller nordsamiska laahkoe.
I dialekter i Medelpad och i Västerbotten kan man hitta en motsvarighet till latjo-, nämligen dialektordet velag- som används som förled i sammansättningar som velagsfolk, velagsfar, velagsmor, velagsgubbe eller velagsgumma. Dialektordet velag (på standardsvenska vederlag) kommer av fornsvenska vidherlagh med betydelsen gemenskap, kamratskap. 
https://www.isof.se/dialekter/pa-gang/dialektbloggen/inlagg/2012-06-01-latjomor-och-velagsfar